# 中京盃
中京盃（ちゅうきょうはい）はかつて愛知県競馬組合が中京競馬場及び名古屋競馬場で行っていた競馬の競走である。

## 概要
当時の地方競馬では唯一、1972年の第13回より中京競馬場芝1200mを使用する競走であった。当時はサラブレッド系3歳オープン競走として施行していた。1994年から開催場を名古屋競馬場に移し、1994年度のみ名称を中京盃3才オープンとして行い、距離をその年からダート1400mへと変更した。1996年から格付けを重賞からSPIIへと変更。1998年から2002年まで負担重量を定量へと変更。2001年から廃止になる2003年まで出走条件をサラブレッド系2歳とした。

## 歴代優勝馬（1986年以降）
| 回数   | 施行日         | 競馬場     | 距離        | 優勝馬             | 性齢 | 所属 | タイム | 優勝騎手 | 管理調教師 |
| ------ | -------------- | ---------- | ----------- | ------------------ | ---- | ---- | ------ | -------- | ---------- |
| 第26回 | 1986年3月21日  | 中京(公営) | 芝1800m     | スズカエンペラー   | 牡4  | 愛知 | 1:51.2 | 白坂芳文 | 西山好夫   |
| 第27回 | 1986年10月10日 | 中京(公営) | 芝1200m     | ミススパーク       | 牝3  | 愛知 | 1:11.2 | 吉村祐一 | 野島三喜   |
| 第28回 | 1987年10月14日 | 中京(公営) | 芝1200m     | オグリキャップ     | 牡3  | 笠松 | 1:10.8 | 安藤勝己 | 鷲見昌勇   |
| 第29回 | 1988年10月9日  | 中京(公営) | 芝1200m     | アオミキャップ     | 牡3  | 愛知 | 1:11.9 | 小瀬良昌 | 光岡静馬   |
| 第30回 | 1989年10月8日  | 中京(公営) | 芝1200m     | サフアリキヤツプ   | 牝3  | 愛知 | 1:11.7 | 吉田稔   | 末吉清助   |
| 第31回 | 1990年10月7日  | 中京(公営) | 芝1200m     | ブルーシークレット | 牡3  | 笠松 | 1:11.8 | 仙道光男 | 柴田高志   |
| 第32回 | 1991年10月6日  | 中京(公営) | 芝1200m     | ヴィラビアンカ     | 牝3  | 愛知 | 1:11.2 | 太田幸太 | 山本敏男   |
| 第33回 | 1992年10月7日  | 中京(公営) | 芝1200m     | ホクテンホウ       | 牝3  | 笠松 | 1:10.5 | 横山誠   | 高田勝良   |
| 第34回 | 1993年9月8日   | 名古屋     | ダート1400m | ヒデノタイセイ     | 牝3  | 愛知 | 1:31.6 | 戸部尚実 | 河村功     |
| 第35回 | 1994年9月28日  | 名古屋     | ダート1400m | ライデンリーダー   | 牝3  | 笠松 | 1:31.5 | 安藤勝己 | 荒川友司   |
| 第36回 | 1995年9月20日  | 名古屋     | ダート1400m | フジノハイメリット | 牡3  | 笠松 | 1:29.9 | 安藤勝己 | 梶原軍造   |
| 第37回 | 1996年9月23日  | 名古屋     | ダート1400m | シンプウライデン   | 牡3  | 笠松 | 1:31.3 | 安藤勝己 | 荒川友司   |
| 第38回 | 1997年9月23日  | 名古屋     | ダート1400m | イガノヒーロー     | 牡3  | 愛知 | 1:28.7 | 榎本貴行 | 伊藤定幸   |
| 第39回 | 1998年9月23日  | 名古屋     | ダート1400m | ヒルノマインド     | 牡3  | 愛知 | 1:31.8 | 圓田修   | 新山廣道   |
| 第40回 | 1999年10月20日 | 名古屋     | ダート1400m | アサヒミネルバ     | 牡3  | 愛知 | 1:29.6 | 岡部誠   | 松村勇     |
| 第41回 | 2000年10月11日 | 名古屋     | ダート1400m | レタセモア         | 牡3  | 笠松 | 1:30.0 | 安藤勝己 | 井上孝彦   |
| 第42回 | 2001年10月3日  | 名古屋     | ダート1400m | キクノホープ       | 牡2  | 愛知 | 1:31.0 | 戸部尚実 | 河村功     |
| 第43回 | 2002年10月2日  | 名古屋     | ダート1400m | ボナンザーメモリー | 牡2  | 愛知 | 1:30.4 | 安部幸夫 | 角田輝也   |
| 第44回 | 2003年10月7日  | 名古屋     | ダート1400m | グリーンハーバー   | 牡2  | 笠松 | 1:29.4 | 濱口楠彦 | 柳江仁     |

## 各回競走結果の出典
- 中京盃　歴代優勝馬 - 地方競馬全国協会、2021年7月22日閲覧
- 中京盃　歴代優勝馬 - netkeiba、2021年7月22日閲覧